# Акцептований вексель
Акцептований вексель — переказний вексель, що містить особливий реквізит — акцепт платника (трасата або посередника в акцепті), котрий означає згоду останнього оплатити вексельну суму.
Акцепт вчиняється надписом «акцептовано», «заплачу» («акцептований», «прийнятий», «зобов’язуюсь заплатити» тощо) та підписом боржника (акцептанта) на лицьовій стороні векселя. Простий підпис платника на лицьовій стороні векселя має силу акцепту. Через акцепт особа, яка вказана на векселі як платник (трасат), стає акцептантом — головним вексельним боржником. Акцептант відповідає за оплату векселя в установлені терміни і у випадку неплатежу власник векселя має прямий позов проти акцептанта Хоч звичайно подача векселя до акцепту проводиться після його заповнення, строк пред'явлення може продовжуватись аж до настання строку оплати і навіть після нього.

Акцептовані векселі отримали широке поширення у практиці кредитування зовнішньої торгівлі.